# Duemose Station
Duemose Station er et dansk trinbræt i udkanten af Gribskov.
56°0′33.66″N 12°15′44.26″Ø / 56.0093500°N 12.2622944°Ø